# Urszula Szyryńska
Urszula Świętosława Szyryńska – polska pianistka, doktor habilitowany sztuki.

## Życiorys
Jest absolwentką Akademii Muzycznej w Poznaniu, w 2015 r. obroniła pracę doktorską pt. Elementy klasycyzmu i romantyzmu w wybranych utworach kameralnych Johanna NepomukaHummla. Uwagi z perspektywy pianisty-kameralisty, której promotorem była prof. Elżbieta Tarnawska, w 2019 r. habilitowała się na podstawie pracy zatytułowanej Płyta CD Marek Jasiński, Jaromir Gajewski Works for piano and saxophone, Urszula Szyryńska (fortepian), Julita Przybylska (saksofon), Grzegorz Stec (bass part).
Pracuje na stanowisku profesora uczeni na Wydziale Instrumentalnym Akademii Sztuki w Szczecinie.